# David Fernández Domingo
David Fernández Domingo (Villaconejos, 16 febbraio 1977) è un ex ciclista su strada spagnolo, che ha corso tra i professionisti dal 2000 al 2005.

## Carriera
Tra i professionisti vanta quattro successi: l'ultimo risale al 31 luglio 2005, quando s'impose nel Circuito de Getxo.

## Palmarès
- 1999 (Alcosto-Fuenlabrada, tre vittorie)

4ª tappa Vuelta a Alicante (Polop > Ibi)
5ª tappa Vuelta a Alicante (Alicante > Torrevieja)
1ª tappa Volta Ciclista a la Provincia de Tarragona (Reus > Alcanar)
- 2002 (Colchon Relax-Fuenlabrada, due vittorie)

3ª tappa Vuelta a Castilla y León (Valladolid > San Andrés del Rabanedo)
5ª tappa Vuelta Ciclista a Burgos (Castrojeriz > Burgos)
- 2003 (Colchon Relax-Fuenlabrada, due vittorie)

2ª tappa Grande Premio Mosqueteiros-Rota do Marquês (Pombal > Marinha Grande)
- 2005 (Andalucía-Paul Versan, una vittoria)

Circuito de Getxo

## Piazzamenti

### Grandi Giri
- Vuelta a España

2001: ritirato (7ª tappa)
2004: ritirato (19ª tappa)

### Competizioni mondiali
- Campionati del mondo su strada

Duitama 1995 - In linea Junior: 68º